# Кайлі Палмер
Ка́йлі Па́лмер (англ. Kylie Palmer; нар. 25 лютого 1990) — австралійська плавчиня, олімпійська чемпіонка.

## Виступи на Олімпіадах
| Олімпіада   | Дисципліна                            | Місце |
| ----------- | ------------------------------------- | ----- |
| Пекін 2008  | плавання на 800 метрів вільним стилем | 6     |
| Пекін 2008  | естафета 4 × 200 вільним стилем       | 1     |
| Лондон 2012 | плавання на 200 метрів вільним стилем | 8     |
| Лондон 2012 | плавання на 400 метрів вільним стилем | 11    |
| Лондон 2012 | плавання на 800 метрів вільним стилем | 18    |
| Лондон 2012 | естафета 4 × 200 вільним стилем       | 2     |